# U2 (Hamburg)
La U2 és una línia del metro d'Hamburg que mesura 24.534 km i té 25 estacions. Connecta el barri de Niendorf al nord de la ciutat estat via el centre amb Billstedt (Mümmelmannsberg) a l'est. Contràriament a les otres línies del metro d'Hamburg, majoritàriament a cel obert, quasi tot el seu recorregut passa sota terra. És la línia vermella. De l'estació Jungfernstieg cap a Billstedt comparteix la via amb la línia U4.
L'Hamburg Hochbahn AG o HHA explota la línia, en coordinació amb Hamburger Verkehrsverbund (HVV), creada el 1965 que ofereix una tarifa unificada i un servei integrat a tota l'àrea metropolitana d'Hamburg.
La línia actual s'ha constituït el 2009, quan la HHA va reorganitzar la seva xarxa. El tram més antic entre Schlump i l'estació de Hellkamp (ara desafectada) es va obrir el 1913/14. A l'eix nord el 1965 es va obrir el tram cap a l'estació del carrer Lutterothstrasse, el 1966 l'extensió cap al parc zoològic Hagenbecks Tierpark, el 1985 cap a Niendorf Markt i el 1991 Niendorf Nord. L'eix oriental des de l'estació Berliner Tor es va eixamplar cap a l'estació Horner Rennbahn el 1967 i enllà cap a l'estació Legienstrasse (1967), Billstedt (1969), Mümmelmannsberg (1991).
La U2 connecta diversos llocs d'interès: el parc zoològic Hagenbecks Tierpark, l'òpera Staatsoper Hamburg, el barri de restaurants i de negocis elegants Eppendorf, l'Alster i el centre històric a l'estació central Jungfernstieg, l'estació central Hamburg-Hbf i el Museum für Kunst und Gewerbe.

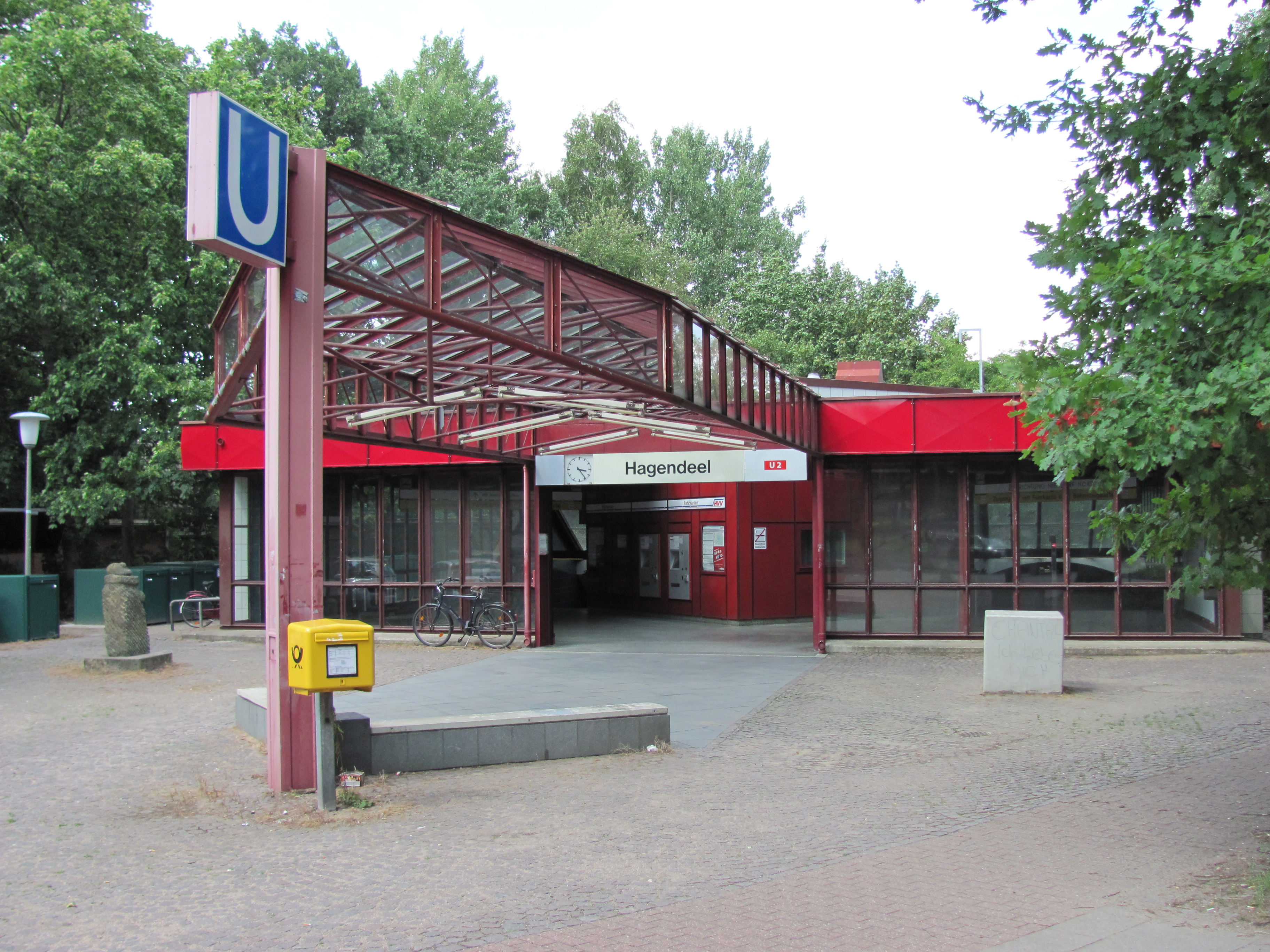
Estació de Hagendeel
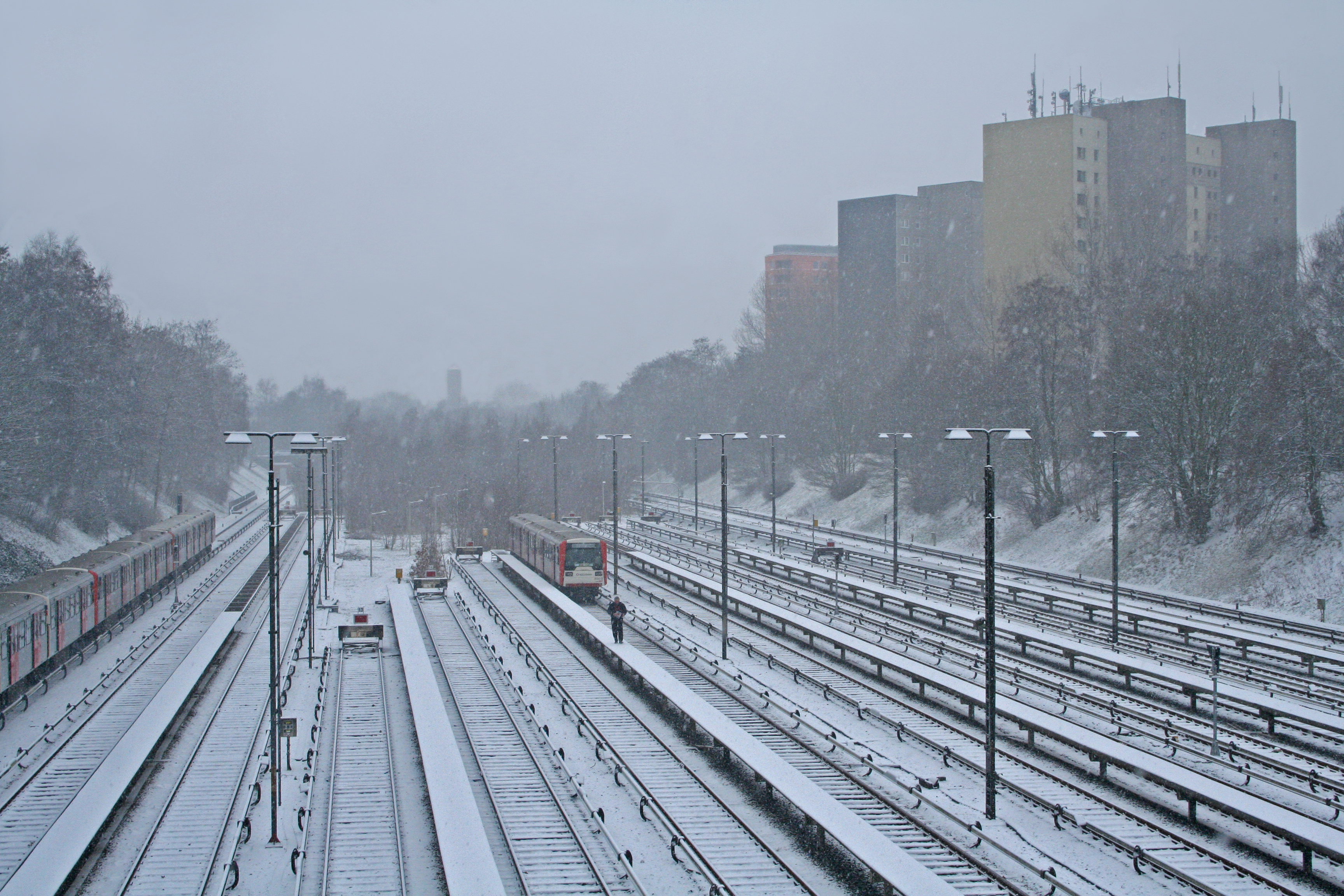
Estació de maniobres de Billstedt